# Litanie maryjne
Litanie maryjne – modlitwy odmawiane przez chrześcijan na cześć Marii z Nazaretu. Tekst litanii składa się z wezwań i określeń.
Istnieje przynajmniej 125 litanii maryjnych.

## Przykładowe litanie
- Litania loretańska
- Litania dominikańska
- Litania fatimska (Jana Pawła II)
- Błagalna Litania Fatimska
- Litania biblijna
- Litania Maryjna Pijara
- Litania do Matki Bożej Królowej Polskich Męczenników
- Litania do Matki Bożej Horbowskiej, Niebieskiej Lekarki i Pocieszycielki Strapionych
- Litania do Matki Bożej Pocieszenia (godlińska)
- Litania do Siedmiu Boleści Najświętszej Maryi Panny
- Litania z tajemnic życia Maryi
- Litania do Matki Bożej za misjonarzy
- Litania niewiast polskich do Matki Boskiej z 1850 r.
- Litania do Majowej Pani
- Litania do Najświętszego Dzieciątka Maryja
- Litania o odpuszczenie grzechów do Maryi Matki Boga
- Złote Ave Marya
- Litania o zachowanie wiary w Narodzie polskim

### Związane ze szczególnym wezwaniem
- Litania do Matki Bożej Różańcowej
- Litania do Matki Bożej Szkaplerznej
- Litania do Najświętszej Maryi Panny Matki Nadziei
- Litania do Maryi, Matki Karmelu
- Litania do Najświętszej Maryi Panny, Matki Karmelu
- Litania do Maryi, Matki Kościoła
- Litania do Matki Bożej Nieustającej Pomocy
- Litania do Maryi, Matki Miłosierdzia – kilka wersji
- Litania do Matki Bożej Dobrej Rady
- Litania do Matki Boskiej Bolesnej
- Litania do Matki Bożej Pięknej Przyjaźni
- Litania do Najświętszej Maryi Panny Łaskawej
- Litania do Imienia Maryi
- Litania do Królowej Aniołów
- Litania do Matki Bożej Wspomożycielki Wiernych
- Litania do Matki Bożej Anielskiej – kilka wersji
- Litania do Hetmanki Narodu i Wojska polskiego

### Związane z miejscem kultu
- Litania do Matki Bożej z Guadalupe
- Litania do Maki Bożej Brzemiennej, Pani Skępskiej[2]
- Litania do Matki Bożej Saletyńskiej[3]
- Litania do Najświętszej Maryi Panny z Lourdes – kilka wersji
- Litania Świętokrzyska
- Litania Ostrobramska
- Litania Podhalańska
- Litania do Matki Bożej Krasnobrodzkiej[4]
- Litania do Matki Boskiej Piekarskiej
- Litania do Matki Bożej Rokitniańskiej
- Litania do Matki Bożej Gietrzwałdzkiej
- Litania do Matki Bożej Świętolipskiej
- Litania do Matki Bożej Licheńskiej
- Litania do Matki Bożej Czermneńskiej
- Litania dziękczynna do Matki Bożej Częstochowskiej
- Litania do Matki Bożej Słupieckiej
- Litania do Matki Boskiej Sejneńskiej
- Litania do Matki Bożej Pszowskiej
- Litania ku czci Matki Bożej Kodeńskiej
- Litania do Matki Bożej Bolesnej w Sulisławicach
- Litania do NMP Turskiej
- Litania do NMP Swarzewskiej

### Do Serca Maryi
- Litania do Niepokalanego Serca Maryi - kilka wersji
- Litania do Serca Najświętszej Maryi Panny
- Litania o Sercu Najświętszej Maryi z góry Karmelu
- Litania do Serca Matki i Serca Syna o udzielenie nadprzyrodzonej miłości
- Pozdrowienia Serca Maryi

### Związane ze świętem
- Wezwania do Najświętszej Maryi Panny na Boże Narodzenie
- Litania o Niepokalanym Poczęciu Najświętszej Maryi Panny
- Litania na Uroczystość Niepokalanego Poczęcia NMP
- Litania na święto Najświętszej Maryi Panny Gromnicznej
- Litania na Uroczystość Zwiastowania Najświętszej Maryi Panny
- Litania na Wniebowzięcie Najświętszej Maryi Panny
- Litania na święto Narodzenia Najświętszej Maryi Panny